# Zagrodniki (województwo łódzkie)
Zagrodniki – wieś w Polsce położona w województwie łódzkim, w powiecie bełchatowskim, w gminie Rusiec.
W latach 1975–1998 miejscowość położona była w województwie sieradzkim.